# Francesco Frassi
Francesco Frassi (né le 10 avril 1979) est un directeur sportif d'équipe cycliste italien. Il dirige l'équipe Amore & Vita-Prodir depuis 2015.

## Biographie
Durant sa jeunesse, Francesco Frassi évolue au club cycliste AS Monte Pisano, puis est coureur amateur pendant cinq ans. Il devient ensuite directeur sportif à l'AS Monte Pisano, aux côtés de son père Roberto. En 2013, l'AS Monte Pisano est chargée par la fédération albanaise de cyclisme de diriger une équipe nationale albanaise sur les courses italiennes. Encadrée par Francesco Frassi, cette équipe participe aux championnats du monde à Florence et offre à l'Albanie sa première médaille internationale en cyclisme avec  ltjan Nika, médaillé de bronze chez les juniors,. Frassi encadre également l'équipe aux Jeux olympiques de la jeunesse. L'un de ses coureurs,  Eugert Zhupa, rejoint les  rangs professionnels au sein de l'équipe italienne Southeast.
En 2015, il devient directeur sportif de l'équipe Amore e Vita.